# Paul Mussay
 (novembre 2021).
Si vous disposez d'ouvrages ou d'articles de référence ou si vous connaissez des sites web de qualité traitant du thème abordé ici, merci de compléter l'article en donnant les références utiles à sa vérifiabilité et en les liant à la section « Notes et références ».
Paul Mussay, né Adolphe Bacharach à Cassel (Hesse) le 23 janvier 1847 et mort à Paris le 27 août 1924, est un directeur de théâtre français.

## Biographie
Adolphe Bacharach est le fils de Sigismond Bacharach et de Jeannette Hirschfeld. Il est le neveu du grammairien Henri Bacharach, professeur d'allemand à Polytechnique[réf. souhaitée].
Le 12 juillet 1882, à Paris, il épouse la comédienne Céline Chaumont.
Administrateur du Théâtre de la Comédie parisienne, du Théâtre Antoine et du Théâtre de la Renaissance, il est directeur du Théâtre du Palais-Royal.

## Œuvres
- "Victorien Sardou et le Palais-Royal, 1864-1874-1884 : deuxième partie, après Divorçons", contenant 12 lettres d'Émile de Najac, 6 lettres de Mme Céline Chaumont, 2 lettres de M. Mussay et 13 pièces relatives aux contestations qui ont lieu au sujet des reprises de "Divorçons", le tout réuni en 1907 par Émile Héros